# Nicsara
Nicsara is een geslacht van rechtvleugeligen uit de familie sabelsprinkhanen (Tettigoniidae). De wetenschappelijke naam van dit geslacht is voor het eerst geldig gepubliceerd in 1869 door Walker.

## Soorten
Het geslacht Nicsara omvat de volgende soorten:
- Nicsara aethiops Karny, 1931
- Nicsara affinis Willemse, 1966
- Nicsara bifasciata Redtenbacher, 1891
- Nicsara bimaculata Redtenbacher, 1891
- Nicsara cornuta Redtenbacher, 1891
- Nicsara dehaani Karny, 1920
- Nicsara emarginata Karny, 1926
- Nicsara excisa Karny, 1926
- Nicsara forcipata Willemse, 1966
- Nicsara hageni Dohrn, 1905
- Nicsara inferior Brunner von Wattenwyl, 1898
- Nicsara inflata Brunner von Wattenwyl, 1898
- Nicsara insulana Willemse, 1966
- Nicsara karnyi Willemse, 1932
- Nicsara loboensis Haan, 1842
- Nicsara minuta Dohrn, 1905
- Nicsara moluccana Redtenbacher, 1891
- Nicsara multispinosa Bolívar, 1898
- Nicsara nigrifrons Brunner von Wattenwyl, 1898
- Nicsara personata Karny, 1926
- Nicsara philippina Hebard, 1922
- Nicsara quadrimaculata Karny, 1926
- Nicsara quadrituberculata Redtenbacher, 1891
- Nicsara rotundata Karny, 1926
- Nicsara sarasini Karny, 1931
- Nicsara schlaginhaufeni Karny, 1912
- Nicsara solomona Willemse, 1953
- Nicsara spuria Redtenbacher, 1891
- Nicsara strigatipes Bolívar, 1898
- Nicsara taylori Hebard, 1922
- Nicsara thoracica Dohrn, 1905
- Nicsara trigonalis Walker, 1869
- Nicsara tuberculata Redtenbacher, 1891
- Nicsara viridipes Karny, 1912